# Fűzfa-kéregtörőgomba
A fűzfa-kéregtörőgomba (Diatrype bullata) a Diatrypaceae családba tartozó, Európában és Észak-Amerikában honos, lombos fák ágain élő, nem ehető gombafaj. 

## Megjelenése
A fűzfa-kéregtörőgomba termőteste 0,5-1 (15) cm átmérőjű, nagyjából kerek vagy ovális, párnásan kiemelkedő foltokként jelentkezik az ágak kérgén. A nagyobb példányok szabálytalanok, megnyúltak, a szomszédos termőtestek gyakran összeolvadnak. Felszínén apró, mirigyszerű kiemelkedések (a spóratermő, körte alakú peritéciumok kijáratai) találhatók. Színe fekete vagy feketésbarna. 
Húsa halványbarnás, a felszínnél világosabb. Szaga és íze nem jellegzetes. 
Spórapora sötétbarna. Spórája megnyúlt kolbász alakú, sima, vékony falú, szeptum nélküli, mérete 4,3-8,6 x 0,8-1,7 µm. Az aszkuszok nyolcspórásak, 25-30 x 3-5 µm-esek. 

### Hasonló fajok
A sarkos kéregtörőgomba hasonlít hozzá, de annak termőtestei szabályosabbak és főleg bükkön él. 

## Elterjedése és termőhelye
Európában és Észak-Amerikában honos. 
Lombos fák (elsősorban fűz, nyár, nyír) ágain található meg, a termőtest áttöri a kérget. 

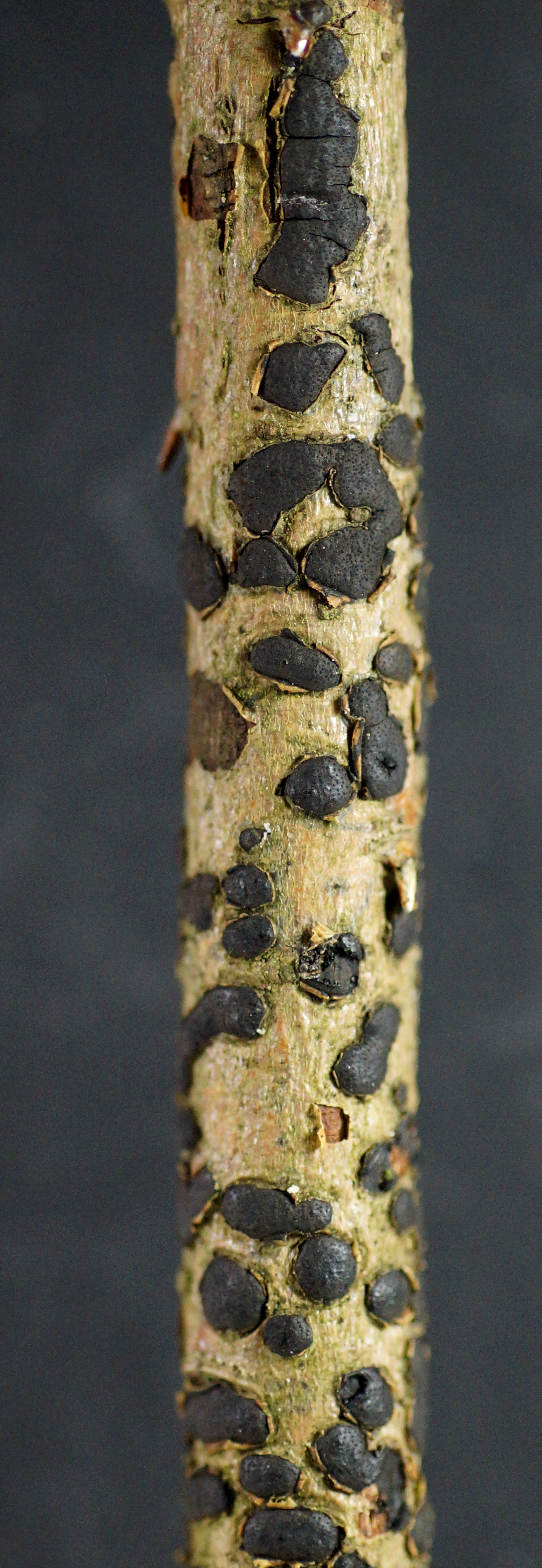
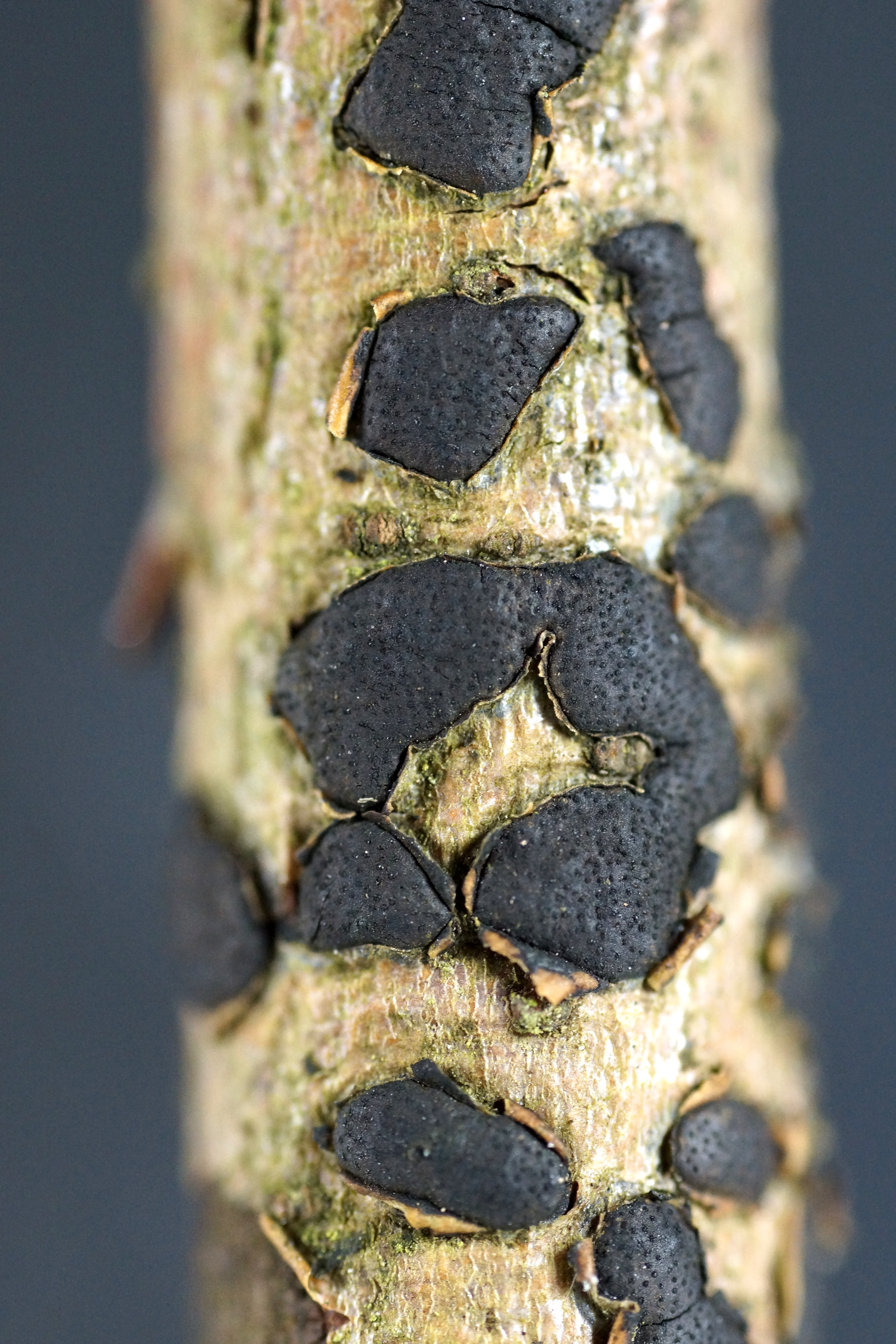
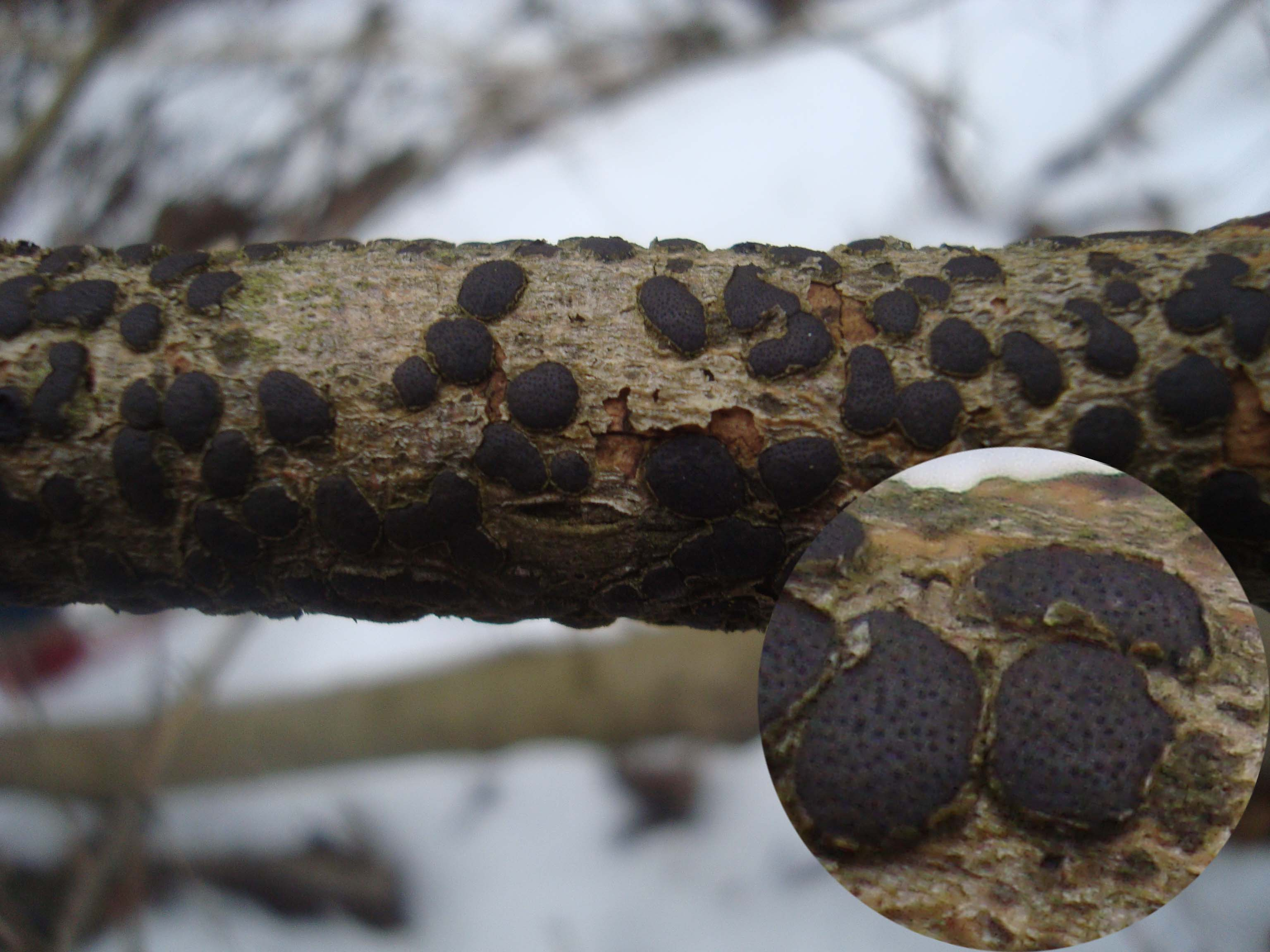
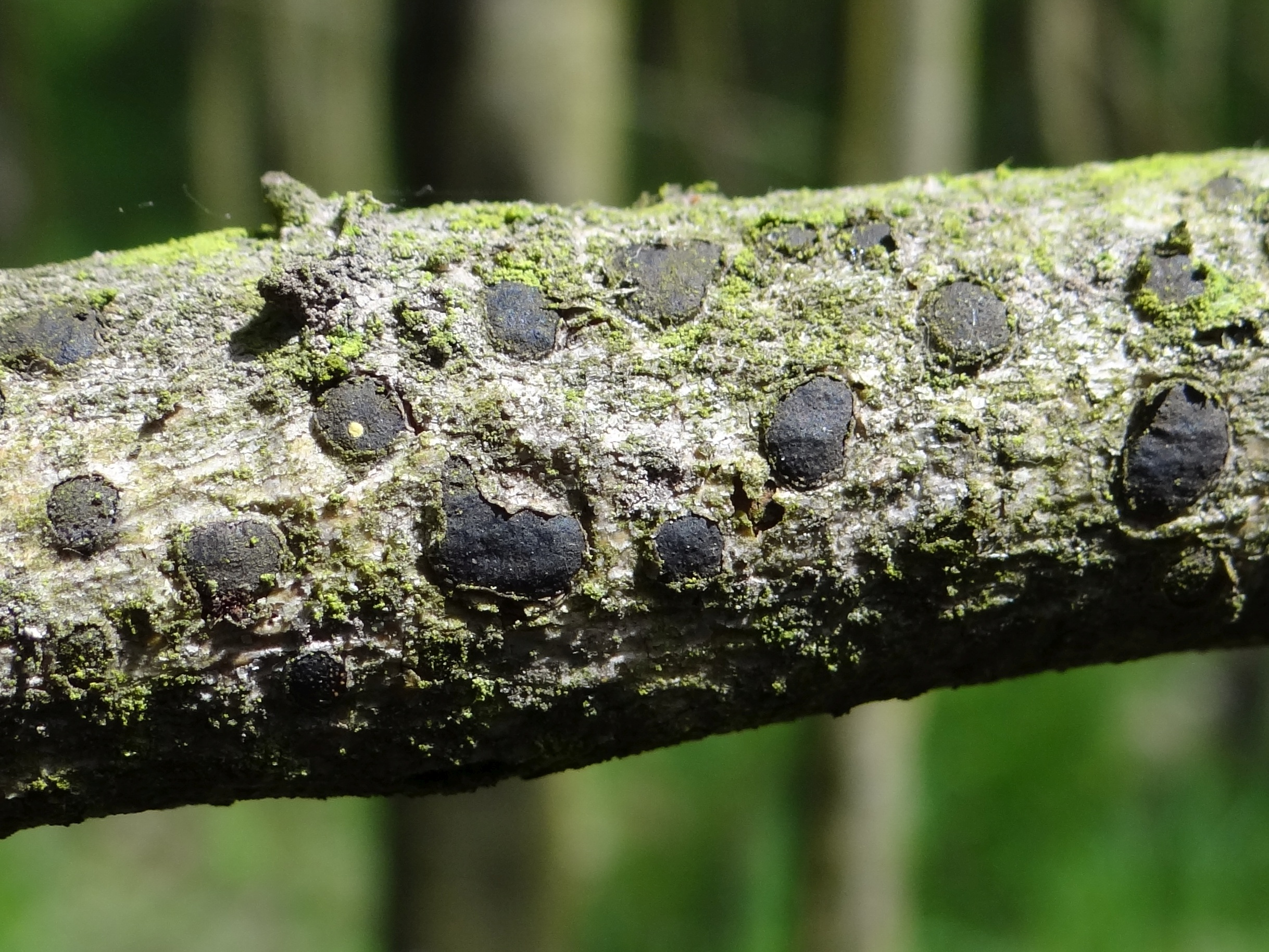
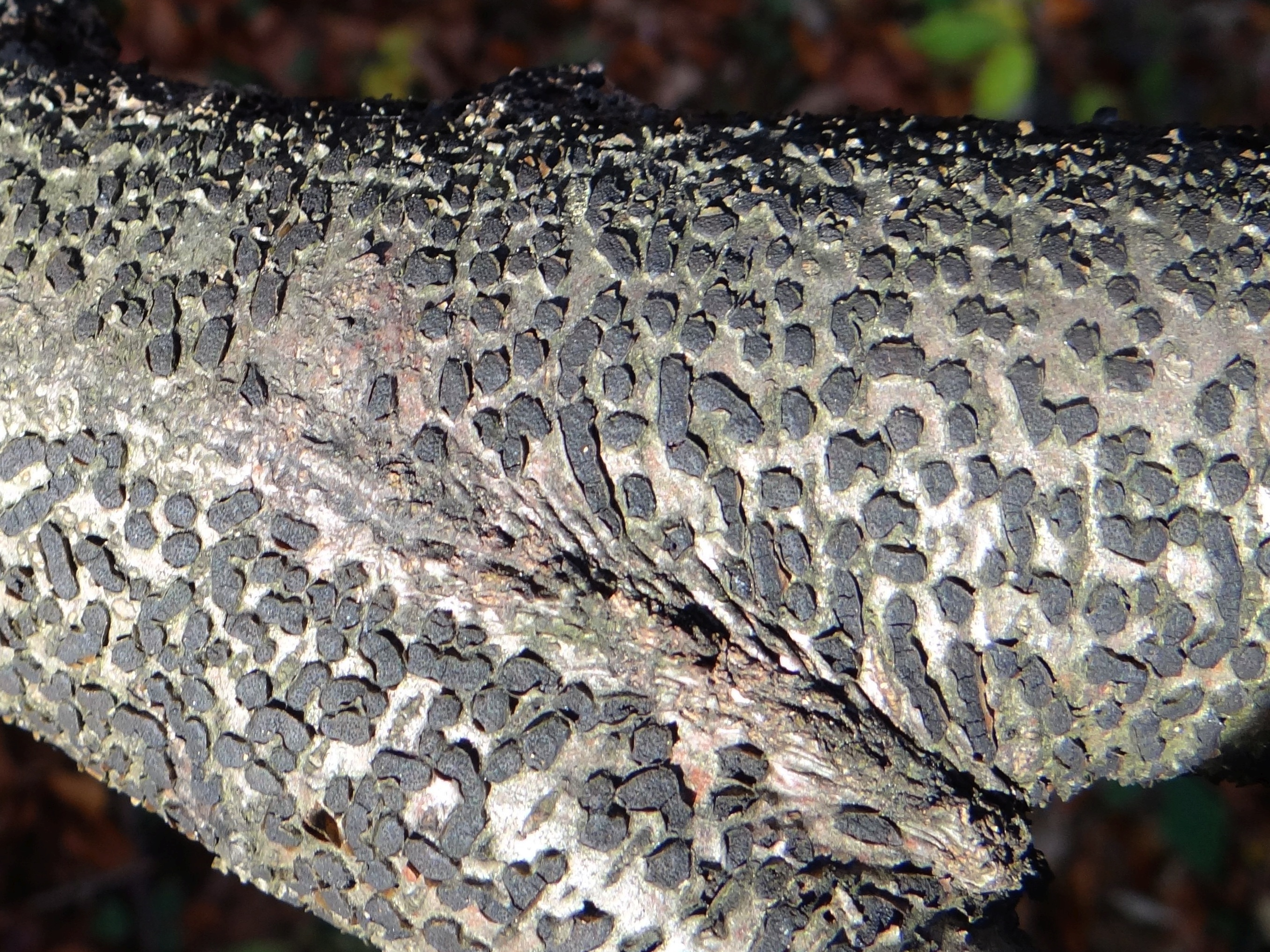

Nem ehető.    